# Ровное (Новомиргородская городская община)
Ровное (укр. Рівне) — село в Новомиргородской городской общине Новоукраинского района Кировоградской области Украины.
До 2020 года входило в Новомиргородский район
Население по переписи 2001 года составляло 127 человек. Почтовый индекс — 26010. Телефонный код — 05256. Код КОАТУУ — 3523855402.